# Phylactella alulata
Phylactella alulata är en mossdjursart som beskrevs av Osburn 1952. Phylactella alulata ingår i släktet Phylactella och familjen Smittinidae. Inga underarter finns listade i Catalogue of Life.